# Tomskoje (obwód tomski)
Tomskoje (ros. Томское) – wieś (sieło) w Rosji, w obwodzie tomskim, w rejonie tomskim. W 2010 liczyła 836 mieszkańców.